# Sebastian Stolze
Sebastian Stolze (* 29. Januar 1995 in Leinefelde) ist ein deutscher Fußballspieler, der aktuell beim SSV Jahn Regensburg unter Vertrag steht.

## Karriere

### Vereine
Bevor er 2006 beim FC Rot-Weiß Erfurt aufgenommen wurde, erlernte der aus dem nordthüringischen Bernterode stammende Stolze das Fußballspielen beim SV Viktoria Kirchworbis und beim SC Leinefelde 1912. In der Saison 2010/11 erzielte er in 20 Spielen in der B-Junioren-Bundesliga ein Tor. Nach dem Sprung in die A-Jugend kam Stolze in der Saison 2011/12 nur auf zwei Einsätze in der A-Junioren-Bundesliga. In der Folgesaison landete er mit elf Treffern in 26 Spielen auf Platz sechs der Torschützenliste.
Zur Saison 2013/14 wurde Stolze in den Profikader von Rot-Weiß aufgenommen. Gleich im ersten Spiel gegen Preußen Münster erzielte er sein erstes Tor.
Mitte Dezember 2013 unterschrieb Stolze beim Bundesligisten VfL Wolfsburg einen Vertrag bis zum 30. Juni 2017, der ursprünglich ab der Saison 2014/15 Gültigkeit besitzen sollte. Am 31. Januar 2014 einigten sich die Vereine auf einen sofortigen Transfer von Stolze. Bis zum Ende der Saison kam er in der A-Jugend in der A-Junioren-Bundesliga zum Einsatz. Zur Saison 2014/15 rückte Stolze in die zweite Mannschaft auf. In der viertklassigen Regionalliga Nord erzielte er in 22 Spielen fünf Treffer.
Zur Saison 2015/16 rückte er schließlich in den Profikader auf. Allerdings kam er bei der 0:2-Niederlage gegen den FC Bayern München am 23. Spieltag lediglich auf eine Nominierung in den Spieltagskader, ohne eingewechselt zu werden. In der zweiten Mannschaft kam er hingegen auf 28 Regionalligaeinsätze, in denen ihm sieben Tore gelangen. Mit der Wolfsburger Reserve wurde er Meister der Regionalliga Nord 2016 und scheiterte in den Aufstiegsspielen zur 3. Liga.
In der Saison 2016/17 stand Stolze nur noch im Kader der zweiten Mannschaft. Mit zehn Toren in 29 Spielen erzielte er seine bis dahin beste Ausbeute in drei Jahren in Wolfsburg. Zur Spielzeit 2017/18 wurde der Angreifer an den Zweitligaaufsteiger SSV Jahn Regensburg ausgeliehen. Er debütierte in der 2. Bundesliga am 26. August 2017 bei der 1:2-Heimniederlage gegen Holstein Kiel. Am Saisonende verpflichtete der SSV Jahn den Angreifer fest und gab ihm einen Dreijahresvertrag.
Zur Saison 2021/22 wechselte Stolze ablösefrei zum Ligakonkurrenten Hannover 96. Er erhielt bei den Niedersachsen einen Vertrag über drei Jahre.
Im Juni 2023 wechselte Stolze zum SV Sandhausen, wo er in 66 Ligaspielen zum Einsatz kam und 4 Tore erzielte.
Im Sommer 2025 kehrte er zum SSV Jahn Regensburg zurück.

### Nationalmannschaft
Im November 2013 wurde er von DFB-Trainer Marcus Sorg erstmals in die U-19-Nationalmannschaft berufen und erzielte bei seinem ersten Einsatz gegen Frankreich zwei Tore. Im September 2014 wurde er für die Länderspiele gegen Italien und die Schweiz in die U-20-Auswahl des DFB berufen.

## Erfolge
- U-19-Europameister: 2014